# Agathia irregularis
Agathia irregularis là một loài bướm đêm trong họ Geometridae.